# Medetera hamata
Medetera hamata är en tvåvingeart som beskrevs av Octave Parent 1936. Medetera hamata ingår i släktet Medetera och familjen styltflugor.
Artens utbredningsområde är Kongo. Inga underarter finns listade i Catalogue of Life.